# Свинецдимагний
Свинецдимагний — бинарное неорганическое соединение
свинца и магния
с формулой Mg2Pb,
кристаллы.

## Получение
- Сплавление стехиометрических количеств чистых веществ:

{\displaystyle {\mathsf {Pb+2Mg\ {\xrightarrow {550^{o}C}}\ Mg_{2}Pb}}}

## Физические свойства
Свинецдимагний образует кристаллы
кубической сингонии, пространственная группа F m3m, параметры ячейки a = 0,6798÷0,6890 нм, Z = 4,
структура типа дифторида кальция CaF2
.
Соединение конгруэнтно плавится при температуре 549,5°C .